# Commission spéciale sur les droits des enfants et la protection de la jeunesse
Ne doit pas être confondu avec Commission des droits de la personne et des droits de la jeunesse.
La Commission spéciale sur les droits des enfants et la protection de la jeunesse, usuellement appelée Commission Laurent d'après le nom de sa présidente, est un comité formé par le gouvernement du Québec pour examiner les systèmes de protection de la jeunesse et émettre des recommandations sur les améliorations à leur apporter.
La commission a été mise en place 30 mai 2019, en réaction au décès fortement médiatisé d'une fillette granbyenne de 7 ans, morte un mois plus tôt pour cause de maltraitance.
La présidence de la Commission a été confié à Régine Laurent, une figure déjà bien connue au Québec.
Le rapport final de la Commission est rendu public le 3 mai 2021.
Le gouvernement Legault répond à la recommandation phare du rapport en créant du projet de loi 37 « sur le commissaire au bien-être et aux droits des enfants » en 2023. Le titulaire de ce poste sera chargé d’assurer le suivi de l’état des enfants au Québec et de se faire leur porte-voix.
En février 2024, l’Assemblée des Premières Nations du Québec et du Labrador (APNQL) et l’organisme inuit Makivik avaient profité de l’étude du projet de loi 37 pour prononcer d’importantes réserves sur le mandat à venir de cette institution.
Le plus haut tribunal a rejeté les loi 37 du gouvernement du Québec qui contestait deux articles de la loi fédérale C-92, l'un qui donne à toute législation autochtone en matière de protection de l'enfance le même pouvoir qu'une loi fédérale, l'autre qui affirmait même que les textes législatifs autochtones dans ce domaine l'emportent sur les lois provinciales.
Le gouvernement Legault avait contesté la loi fédérale en plaidant que celle-ci se trouvait à empiéter sur une juridiction exclusive du Québec, dont le fédéral est intervenu sans concertation des provinces.
Le chef péquiste fait valoir le principe du Parti québécois de nation à nation, une démonstration, selon lui, du bien-fondé de besoin de sortir du Canada.